# Thomas C. Mann
Thomas Clifton Mann (11 de noviembre de 1912 - 23 de enero de 1999) fue un diplomático estadounidense especializado en temas de América Latina.

## Vida profesional
Ingresó en el Departamento de Estado de los Estados Unidos en 1942 y rápidamente fue escalando puestos hasta convertirse en un personaje importante en la diplomacia estadounidense. Trabajó para influenciar en los asuntos internos de numerosos países latinoamericanos, por lo general priorizando el factor político o diplomático por delante de la intervención militar directa. 
Fue embajador en El Salvador entre 1955 y 1957, y embajador en México entre 1961 y 1963. Tras la llegada a la presidencia de Lyndon B. Johnson en 1963, Mann ocupó varios cargos de gran importancia dentro del Departamento de Estado que le consolidaron en Estados Unidos como persona de autoridad respecto a asuntos de América Latina.
Thomas Mann abandonó el Departamento de Estado en 1966 para convertirse en portavoz de la Asociación de Fabricantes de Automóviles.

### Doctrina Mann
En 1964 esbozó la política de apoyar cambios de régimen para la promoción de los intereses económicos de los Estados Unidos. Esta política, que se alejaba de la línea moderada de la Alianza para el Progreso llevada a cabo por Kennedy años antes,recibió el nombre de Doctrina Mann.
Con esta, anunció que Estados Unidos resguardaría a toda república que se viera amenazada por facciones comunistas, para proteger las inversiones de su país, cooperando así con dictaduras militares de Latinoamérica.